# Titaeella capnophila
Titaeella capnophila är en svampart som beskrevs av G. Arnaud ex K. Ando & Tubaki 1985. Titaeella capnophila ingår i släktet Titaeella, klassen Agaricomycetes, divisionen basidiesvampar och riket svampar.   Inga underarter finns listade i Catalogue of Life.